# Contea di Luoping
La contea di Luoping (罗平县S, Luópíng XiànP) è una contea della Cina, situata nella provincia di Yunnan e amministrata dalla prefettura di Qujing.